# Бранко Трајков
Бранко Трајков (Загреб, 9. октобра 1966), познат и по надимку Трак, хрватски је музичар и музички продуцент. Најпознатији је као бубњар босанскохерцеговачке рок групе Забрањено пушење. Такође, водитељ је креативних и музичко-терапијских бубњарских радионица за децу и одрасле.

## Музичка каријера
Као дете, Трајков је био велики љубитељ сарајевске рок групе Бијело дугме. Када је имао 10 година отац га је одвео на њихов концерт, промоцију албума Ето! Баш хоћу! (1976), у Дому спортова у Загребу. На том концерту је схватио шта жели бити када одрасте. Дипломирао је 1979. године на нижој музичкој школи, где је свирао клавир. Касније је самостално научио свирати и гитару.
Трајков се 1983. године придружио групи Каравеле, пратећем бенду рок групама Електрични оргазам и Идоли. У касним осамдесетима је био члан неколико рок група, као што су Мачке и Рокетстарс. Године 1990. постаје бубњар новоосоноване загребачке рокабили тинејџерске групе Фантоми. Групу је напустио 1994. године када се она распада. Запослио се на ХРТ-у 1994. године, а следеће у Концертној дворани Ватрослава Лисинског. Радио је тамо као тон мајстор и музички продуцент све до 1997. године. У то време сарађује и на многобројним пројектима студија "Црно Бијели Свијет", рок групе Прљаво казалиште. Почетком 2000. године придружио се групи 7/8, пратећем бенду загребачког женског хора Езерки који изводи традиционалне македонске народне песме. Тих година ради и са Лидијом Бајук на њена четири студијска албума, а наступао је с њом и на неким концертима.
Од северноамеричког индијанског племена Пикурис Пуебло из Новог Мексика, САД, је 2011. године добио овлашћење за извођење песама на традицијским ритуалима "Плес Сунца и Месеца". Такође, члан је Хрватске заједнице самосталних уметника (ХЗСУ).

### Забрањено пушење
Трајков се придружио босанскохерцеговачкој рок групи Забрањено пушење у јесен 1996. године. Његова прва сарадња с групом долази с концертима, међу којима су и они у Загребу и Сарајеву кад се снимао уживо албум Хапси све! (1998). Након тога суделовао је у снимању њихових седам студијских албума, и то: Агент тајне силе (1999), Бог вози Мерцедес (2001), Ходи да ти чико нешто да (2006), Музеј Револуције (2009), Радови на цести (2013), Шок и невјерица (2018) и Karamba! (2022).
Заједно са члановима Забрањеног пушења Давором Сучићем и Робертом Болдижаром, Трајков је и члан групе Шадерван код. Реч је о заједничкој групи Забрањеног пушења и загребачког хора Арабеске. Трајков је радио на оба њихова албума, Кад процвату бехари (2011) и Ах, што ћемо љубав крити (2018).

## Друштвено корисни рад
Од 2000. године Трајков организује креативне и музичко-терапијске бубњарске радионице за децу и одрасле особе с посебним потребама. Он је осмислио ову јединствену бубњарску радионицу како би ушао у најскровитије и најекстремније ситуације и установе, покушавајући енергијом музике и ритма да уђе у свет оних којима систем не помаже увек на одговарајући начин. Стога је циљ оваквих радионица да на спонтан и природан начин учесницима пружи увид у ритам, музичку креацију и лични звучни доживљај. За време извођења радионица гради се складна и чврста заједница утемељена на хијерархији звука и ритма, а не телесних, умних или друштвених предиспозиција учесника. Исто тако, путем музичких образаца циљ је да се отворе и стимулишу нови канали невербалне комуникације.
У 2000. години Трајков са својим колегама из групе Забрањено пушење учествује у једном друштвено-одговорном пројекту где су организовали музичке радионице за децу и младе који су били жртве мина. Радионице су организоване два пута у години. Зимске радионице одржане су у Крањској Гори, а летње су одржане у Ровињу. Године 2005. одржане су и музичке радионице у склопу пројекта "Земља без граница". У радионици под називом "Вратимо музику и ритам на њихова вековна огњишта" Трајков је усмеравао учеснике у поновном проналажењу свог ритма и усклађивање са вибрацијама околине.
У априлу 2013. године, Министарство културе Републике Хрватске изабрало је Трајкова као првог водитеља пројекта за свој пилот пројекат "Руксак (пун) културе". Он је касније одржао више од 15 радионица као део овог пројекта Министарства. Радионице су одржане у Новој Градишци, Крижевцима, Книну, Копривници, Метковићу, Славонском Броду и другим градовима. Трајков је 2014. године именован за сталног сарадника Завода за јавно здравство Бродско-посавске жупаније. До почетка 2018. године одржао је готово 25 музичко-терапијских радионица са леченим зависницима у Славонском Броду. Године 2015. издавачка кућа Школска књига именовала га је стручним сарадником њиховог одељења за музичко образовање. Тако је бубњарске радионице одржао и на многим стручним скуповима професора музичке културе и разредне наставе у многим градовима, као што су Кутина, Сењ, Чаковец, Јастребарско, Бели Манастир и други.
У посљедњих 20 година Трајков је организовао више од стотину бубњарских радионица у готово свим већим градовима и општинама у Хрватској.

## Приватни живот
Трајков је рођен и одрастао у Загребу. Његов отац Стојан свира хармонику. Трајков је македонског порекла. Дипломирао је 1994. године као инжењер архитектуре на Архитектонском факултету Универзитета у Загребу.

## Дискографија
| Забрањено пушење - Хапси све! (1998) - Агент тајне силе (1999) - Бог вози Мерцедес (2001) - Лајв ин Сент Луис (2004) - Ходи да ти чико нешто да (2006) - Музеј Револуције (2009) - Радови на цести (2013) - Шок и невјерица (2018) - Karamba! (2022) Шадерван код - Кад процвату бехари (2011) - Ах, што ћемо љубав крити (2018) Езерки & 7/8 - Ливингрум (2003) - Бакнеж (2006) | Лидија Бајук - Кнеја (1999) - Луна (2005) - Матапур (2010) - Зипчица (2010) Фантоми - Сретан рођендан (1992) - Планета мајмуна (1993) - Лице (1995) Пун куфер - Преко Зебре (1999) - Док ми гризеш прсте (2002) |